# Acroneuria apicalis
Acroneuria apicalis és una espècie d'insecte plecòpter pertanyent a la família dels pèrlids. El seu nom científic fa referència als extrems foscos de les ales. És, en general, de color groc (incloent-hi el cap amb ocels foscos i el pronot) amb el mesotòrax i el metatòrax amb sengles taques fosques laterals, les ales grogues clares (llevat dels extrems marrons foscos), les bases de les antenes clares i els cercs totalment de color marró fosc a negre. Les ales anteriors del mascle fan 27 mm de llargària i les de la femella 30. La vagina és membranosa i més o menys cilíndrica.
L'ou té forma de pera.
Es troba al Vietnam.